# F-2 (潜水艦)
|          |                           |
| 艦歴     |                           |
| 発注:    |                           |
| 起工:    |                           |
| 進水:    | 1912年3月19日             |
| 就役:    | 1912年6月25日             |
| 退役:    |                           |
| その後:  | 売却                      |
| 除籍:    | 1922年8月17日             |
| 性能諸元 |                           |
| 排水量:  | 330トン                   |
| 全長:    | 142 ft 7 in               |
| 全幅:    | 15 ft 5 in                |
| 吃水:    | 12 ft 2 in                |
| 機関:    |                           |
| 最大速:  | 14ノット (16 mph/26 km/h) |
| 乗員:    | 士官、兵員22名            |
| 兵装:    | 18インチ魚雷発射管4門     |

F-2 (USS F-2, SS-21) は、アメリカ海軍の潜水艦。F級潜水艦の2番艦。

## 艦歴
当初の艦名はバラクーダ (Barracuda) として、カリフォルニア州サンフランシスコのユニオン鉄工所で起工した。1911年11月17日に F-2 と改名、1912年3月19日にA・R・ロルフ（サンフランシスコ市長ジェームズ・ロルフの娘）によって進水し、1912年6月25日にF・L・チュー中尉の指揮下就役した。
太平洋水雷小艦隊、第1潜水艦部隊に配属された F-2 は小艦隊の基地であるサンペドロからサンディエゴの間で作戦活動に従事した。1914年8月から1915年11月まで F-2 はハワイ諸島で艦隊と共に水中艦の運用および戦術開発を行い、重要な役割を果たした。
1916年3月16日から1917年6月13日まで限定就役状態でメア・アイランド海軍工廠で保管された後、F-2 は太平洋艦隊潜水艦部隊第1分艦隊の旗艦となる。サンペドロ沖での作戦活動に復帰すると、水上および水中での演習、水雷演習、水中の各深度における平衡実験、新たな潜水艦の乗員達の訓練に従事した。F-2 は1919年9月18日にサンペドロで予備役となり、訓練生の訓練に使用された後、1922年3月16日にメア・アイランドで退役した。その後1922年8月17日に売却された。